# 주체사상

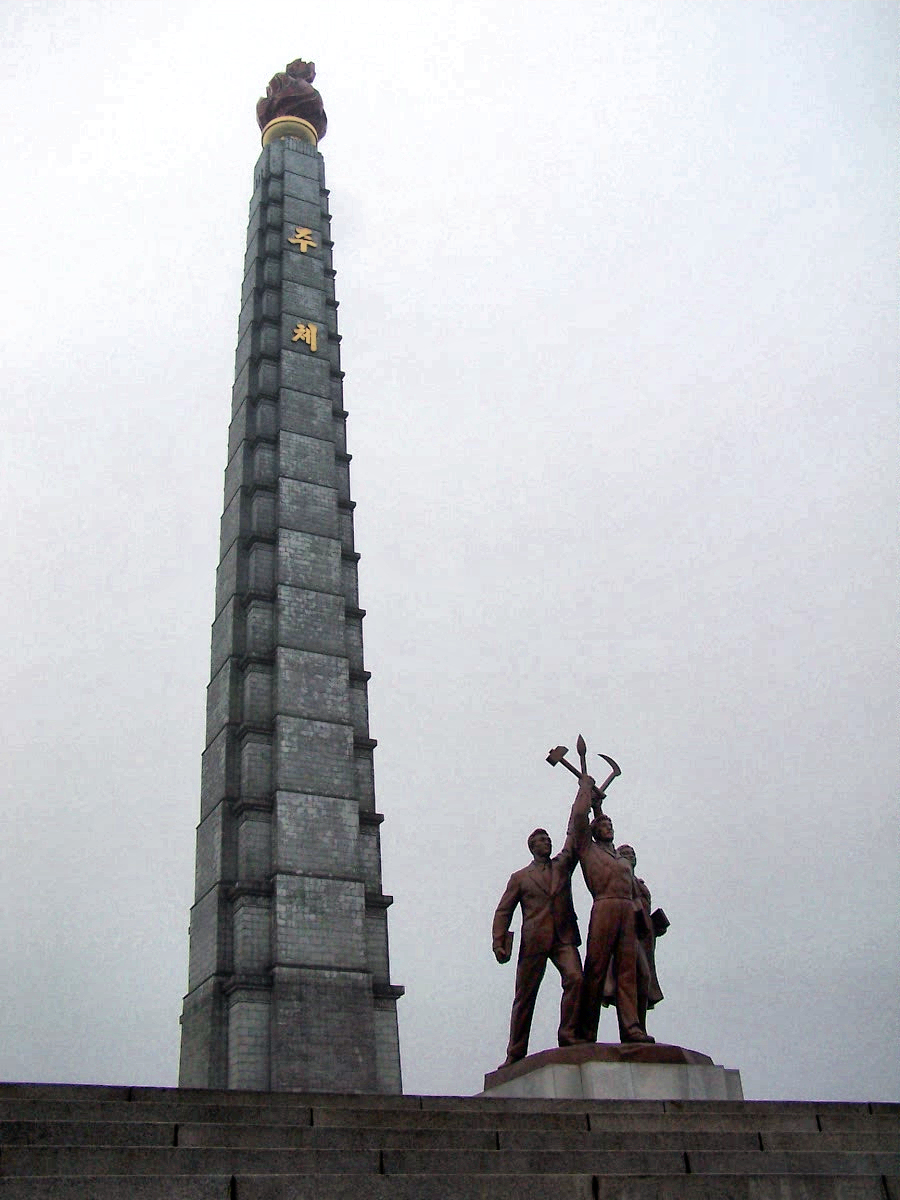
1982년 4월 15일에 완공된 평양의 주체사상탑.

주체사상(主體思想, 영어: Juche idea)은 조선민주주의인민공화국과 조선로동당의 공식 이념이다. 김일성주의(金日成主義)라고도 하며, 엄밀히 따지면 김일성주의는 “주체사상을 핵심으로 하는 사상·이론·방법의 전일적 체계”를 뜻해 주체사상보다 상위의 개념이지만, 조선민주주의인민공화국에서는 이 둘을 구분하지 않는다. 명확한 구분을 위해 김일성주의와 동일시되는 주체사상을 "넓은 의미의 주체사상", 그보다 협소하고 이론적인 부분의 주체사상을 “좁은 의미의 주체사상”이라고 한다. 2012년 5월에 성립된 조선로동당 당헌에는 김일성-김정일주의(金日成金正日主義)라는 표현이 있는데, 이는 김정일의 선군정치와 결합한 전일적 체계로서의 주체사상을 뜻한다.
조선민주주의인민공화국에서는 주체사상이 타도제국주의동맹의 회의에서 처음 주창되었고 김일성이 1930년 지린성 창춘 카륜회의에서 발표한 〈조선혁명의 진로〉라는 연설문에서 주체적 입장이 천명되었다고 주장하고 있지만, 실제로 주체라는 단어가 쓰이기 시작한 것은 1955년 12월 28일 〈사상사업에서 교조주의와 형식주의를 퇴치하고 주체를 확립할 데 대하여〉가 발표된 다음부터이다. 북한측 주장이 담긴《조선로동당략사》(朝鮮勞動黨略史)에 따르면, 김일성은 본래 마르크스-레닌주의에 정통해 있었으나 조선혁명을 겪으며 이를 조선민주주의인민공화국의 현실에 맞게 수정 적용, 토착화한 것이 주체사상의 사회역사적 배경이라고 한다.
1982년에는 김정일의 이름으로 〈주체사상에 대하여〉가 발표되는데, 일반적으로 이 논문에서 주체사상의 핵심이 완성된 것으로 본다. 뒤이어 1985년에 조선민주주의인민공화국은 총 10권인 《위대한 주체사상 총서》를 발간한다. 이런 모습에서 볼 수 있듯, 주체사상은 김일성에 의해 시작되었으나 그 이론의 종합적 테두리는 김정일의 사상 지도를 거쳐서 이루어진 것으로 보인다. 주체사상은 강한 반제민족주의 성격을 갖고 있는데, 이는 과거 일본에 의한 식민지시대 경험과 무관치 않다는 평이 있다.

## 개요
조선민주주의인민공화국은 김일성주의에 대해 “김일성 동지의 사상, 리론, 방법을 주체사상이라고 말한다.”고 규정한다. 그런데 이 때의 사상은 주체사상을 의미하며, 학계에서는 전자의 주체사상을 넓은 의미의 주체사상, 후자의 주체사상을 좁은 의미의 주체사상이라고 구분한다. 리론은 혁명이론, 방법은 영도 방법이다. 이는 다음과 같이 정리할 수 있다.
| 주체사상(넓은 의미) = 김일성주의 | 주체사상(넓은 의미) = 김일성주의                   |
| -------------------------------- | -------------------------------------------------- |
| 사상 이론                        | 주체사상의 기본적인 이론적 내용                    |
| 혁명 이론                        | 제국주의, 식민주의 등에 맞서 혁명을 하기 위한 이론 |
| 영도 방법                        | 수령을 중심으로 한 유일영도체계를 구성하는 방법론  |

## 주체사상의 역사

### 주체사상의 형성 배경
1930년 7월 2일 지린성 장춘에서 주최된 카륜 회의에서 김일성(金日成)은 『조선혁명의 진로』를 발표하여 통일전선 노선을 주장했다. 통일전선에 대한 강령적 내용은 엠엘당이 주축이 된 제3차 조선 공산당이 최초로 명시한 것이나, 통일전선을 당 대회에서 당 운영의 주요 내용 및 원리로 거론한 것은 이때가 처음이었다. 1932년 4월 25일에는 타도제국주의동맹을 주축으로 했던 김일성이 최현(崔賢)·김책(金策)·최용건(崔庸健) 등과 함께 조선인민혁명군(朝鮮人民革命軍)을 조직하였다. 조선인민혁명군은 통일전선에 기초한 최초의 무장항일유격대였다. 이 시기부터 투쟁은 중국공산당의 지원을 주로 받으면서 진행됐다.
해방 후 1948년 9월 9일에 조선민주주의인민공화국 정부가 수립되었다. 1956년 소련공산당 제20차 전당대회에서 흐루시초프에 의한 스탈린 격하 사건이 일어나자, 조선민주주의인민공화국과 중화인민공화국은 소련에 대해 수정주의라는 비판을 퍼부었다. 사회주의 종주국 소련이 유일지도체계를 포기하고 국내에서 8월종파사건과 같은 정변 시도가 일어나자, 김일성은 국내 수정주의를 타파하여 인민민주독재를 더욱 굳건하게 만들고자 한다.
김일성은 1955년 12월 28일에 당선전선동원대회에서 『사상사업에서 교조주의와 형식주의를 퇴치하고 주체를 확립할 데 대하여』라는 이름의 연설을 했는데, 주체라는 이름의 용어는 이때 처음 사용되었다. 이후 김일성은 연안파, 소련파 등 자신의 반대세력들을 숙청할 때 이 연설을 바탕으로 ‘주체가 없는 사람’이라는 명분을 씌웠다.
주체사상이 사상적인 내용을 갖추기 시작한 것은 김일성이 1965년 4월 인도네시아 알리 아르함 사회과학원에 방문하여 『조선민주주의인민공화국에서의 사회주의건설과 남조선혁명에 대하여』라는 연설을 했을 때다. 김일성은 “사상에서의 주체, 정치에서의 자주, 경제에서의 자립, 국방에서의 자위, 이것이 우리 당이 일관하게 견지하고 있는 립장이다.”라고 말했는데, 이는 오늘날 주체사상의 지도적 원칙에 적힌 ‘주체사상 4대 원칙’이다.

### 주체·자주·프롤레타리아 국제주의
갑산파와 남로당파를 비롯한 모든 반-빨치산파 세력이 숙청되고 김일성을 기반으로 한 빨치산파가 조선로동당의 패권을 잡고, 깊어지는 중소분쟁 사이에서 중립노선을 걸으며 ‘사상의 주체, 정치의 자주, 경제의 자립, 군사의 자위, 학문의 주체’와 같은 슬로건을 내세운 독자적 정치이론 구축에 돌입하였다.
- 김일성, 1965년 4월 14일 〈조선민주주의인민공화국에서의 공산주의건설과 남조선혁명에 대하여〉
- 김일성, 1965년 7월 1일 〈조선로동당 중앙위원회 제4기 제11차전원회의에서 얻은 결론〉
- 김일성, 1965년 10월 10일 〈조선로동당창건 스무돐에 즈음하여〉
- 김일성, 1965년 10월 5일 〈현정세와 우리 당의 과업〉

### 주체의 10대정강수립
주체의 10대정강의 수립은 조선로동당의 사상적 통일을 일단락짓는 것으로, 주체사상은 이 시기 이후 김정일의 이론 종합화 시도가 나타나기까지 현재의 안정화된 형태를 갖추었다.
- 1967년 12월 16일 〈국가활동의 모든 분야에서 자주, 자립, 자위의 혁명정신을 더욱 철저히 구현하자>
- 1970년 11월 2일 〈조선로동당 제5차대회 개회사>

이 때 이후 김일성의 우상화가 시작되었으며 1972년 12월 27일, 《조선민주주의인민공화국 사회주의헌법》에 주체사상을 명문화하며 김정일의 후계체계가 준비되기 시작하였다.

## 사상 이론
사상 이론은 ‘철학 원리’, ‘사회역사 원리’, ‘지도 원칙’의 세 부분으로 구성된다.

### 철학 원리
주체사상의 철학적 원리의 기본은 “사람이 모든 것의 주인이며 모든 것을 결정한다.”는 것이다. 여기서 사람이 모든 것의 주인이라는 말은 사람이 세계와 자기 운명의 주인이라는 것이며, 사람이 모든 것을 결정한다는 것은 사람이 세계를 개조하고 자기 운명을 개척하는 데서 결정적 역할을 한다는 것이다. 이와 함께 사람은 ‘가장 발전된 물질적 존재이며 물질세계발전의 특출한 산물’이기 때문에 자주성·창조성·의식성을 가진 사회적 존재이다.
이때 ‘사람이 모든 것의 주인’이라는 명제는 사회역사원리에서 ‘인민대중은 사회역사의 주체’라는 명제로 연역된다. 또한 철학적 원리의 ‘자주성’은 사회역사원리의 ‘투쟁의 역사’, ‘창조성’은 ‘창조적 운동’, ‘의식성’은 ‘자주적인 사상의식’으로 연역된다.
이러한 사상은 종래의 철학사상을 비판하는 데서 시작되고 있다. 이는 김정일의 논문인 『주체사상 교양에서 제기되는 몇가지 문제에 대하여』에서 확인할 수 있다. 그 문구는 다음과 같다.
철학적 세계관의 근본사명은 인간의 운명개척의 길을 밝혀주는 데에 있다. 철학의 목적과 사명도 여기에서 예외로 될 수는 없다. …(중략)… 인간은 세계가 무엇인가를 인식하는 데 절실한 이해관계를 가지게 된다. …(중략)… 주체의 철학적 세계관은 근본특징과 비할 바 없는 우월성도 바로 세계에서 차지하는 인간의 지위와 역할을 밝혀주는 철학적 원리에 기초하여 인간의 운명개척의 근본방도를 가장 과학적으로 밝혀준다는 데 있다.
 — 김정일, 『주체사상 교양에서 제기되는 몇가지 문제에 대하여』에서
동시에 김정일은 기존 마르크스주의의 유물론과 변증법이 세계운동 원리의 거시적 구조를 밝혔으나, 변혁을 이끄는 인간의 능동적 활동, 즉, 미시적 구조에 대해서는 그 규명을 완벽히 해내지 못 했다고 지적한다.
세계에서 차지하는 인간의 지위와 역할을 밝히자면 반드시 물질세계의 일반적 특징과 함께 인간의 본질적 특성이 무엇인가를 알아야 한다. 그런데 종래의 철학적 세계관에서는 세계과 물질로 이루어져 있다는 유물론의 원리와 세계과 끊임없이 변화발전한다는 변증법의 원리는 밝혔으나, 이러한 철학적 원리만으로서는 물질세계의 일반특징은 밝힐 수 있어도 세계에서 차지하는 인간의 지위와 역할은 해명할 수 없다는 것이다. 따라서, 유물론과 변증법이 세계관으로서의 사명을 다하자면 세계과 물질로 이루어지고 끊임없이 변화발전한다는 것을 해명하는 데에 머무르는 것이 아니라 세계에서 가장 발전된 물질인 인간이 주인의 지위를 차지하고 세계 발전에서 결정적 역할을 한다는 것까지 밝혀주어야 한다. 
 — 김정일, 『주체사상 교양에서 제기되는 몇가지 문제에 대하여』에서
이와 같은 기존의 철학에 대한 비판을 통하여 김정일은 그러므로 “사람중심의 철학적 세계관만이 물질적 세계의 일반적 특징을 밝혀지는 원리와 인간의 본질적 특징을 밝혀주는 원리를 다같이 포괄하게 된다. 이런 점에서 주체의 세계관은 지난 시기의 철학적 세계관이 가지고 있던 일면성을 극복하고 세계의 본질과 인간의 운명문제에 가장 심오하게 포괄적 해명을 준 철학적 세계관이라 할 수 있다.”라고 하였다.

#### 인간중심철학
인간중심철학의 목적은 기존의 ‘정통’ 마르크스주의 철학이 갖고 있던 기계주의성을 비판하고 인간의 자주성, 창조성, 의식성을 규명하여 혁명활동에서의 능동성을 보장하려는 것에 있다. 이러한 이론 작업은 마르크스-레닌주의의 『변증법적 유물론』이 밝힌 인간 의식의 일반성에 기반하여 이루어졌으며, 그 내용은 다음과 같이 요약할 수 있다.
1. 물질의 양적 상승은 질적 전환의 계기가 된다. 이 원리로부터 의식성이 생겨난다.
2. 의식 일반은 물질의 반영이다.
3. 인간은 물질발전의 결과로 나타난 파생물 중 가장 우월한 물질이므로, 주변 물질과 저발전된 의식은 개조하고 발전시킬 수 있다.
4. 모든 물질 사이에서 최고 지위를 갖고 있는 인간은 세계에 대하여 자주성, 창조성, 의식성을 가질 수 있다.

(4)를 통하여 인간에 대한 소박실재론적인 해석을 차단한다. 이에 대해 ‘자유의지론’이라고 해석하는 의견도 있으나, 주체사상은 원칙적으로 변증법적 유물론에 기반한 인간관을 따른다. 주체사상은 인간의 인지(조건에 대응한 생물학적 기초에 따른 반응)와 인식(계급 의식으로서 인간의 사유와 실천)을 구분하고 있는데, 인지는 기계적인 원리를 따르며, 인식은 세계사적 변증 투쟁에 속한 것이기에 자유의지적이라고 설명하고 있다. 따라서, 인간이 갖는 세계에 대한 3대 본성은 물질 또는 저차원의 의식을 변증법적으로 개조하고 재구현할 수 있게 하는 원인이라고 해석하는 것이 옳다.
의식에 관한 주체사상의 이러한 입장은 스탈린 이후 공산권 사회에서 인정된 변증법적 유물론의 인간 의식 해석과 본질적인 차이가 없다고 할 수 있다.
일례로, 이오시프 스탈린(러시아어: Ио́сиф Ста́лин, 1878 - 1953)은 자신의 저서 『변증법적 유물론』(О диалектическом и историческом материализме) 제4장에서 의식과 모순성을 규명하였는데, 주체사상은 이 도식에 어긋나지 않으며, 오히려 이에 대한 충실한 반영에 기초한 능동주의라고 할 수 있다.
이에 기반하여 (1)과 (2)를 해석한다면, 인간 의식의 객관성을 규정한 것이 되므로 주관주의도 또한 예방한다. 앞으로 전개될 인간중심과 관련된 모든 논의는 이 네 가지 전제에 따라 진행된다. ‘주체사상 인간관’은 바로 이러한 기본 원칙에 근거한 인간관이다. 결과적으로, 인민대중의 자주성, 창조성, 의식성을 강조하는 것은 공산주의로의 이행 과정에서 혁명의 퇴보를 불러오는 소극주의를 타파할 수 있다.

#### 인간관
주체사상 인간관은 인간이 앞서 논의한 원칙의 (4)에서 어떻게 세 가지 주된 본성을 가질 수 있는가에 대한 논의이다. 김정일은 사람이 이러한 성질을 구유할 수 있게 되는 것은, 사람이 가장 발전된 물질적 존재로서 발전된 뇌수구조, 서서 걸을 수 있는 자세, 정교한 손 등 오랜 진화과정에서 형성되고 발전된 육체적, 생물학적 기초를 갖고 있기 때문이라고 하였다. 그리고 바로 이러한 특징은 모두 근원적으로 물질에서 비롯된 것이므로, 그 근본은 물질이라고 할 수 있는데, 주체사상은 기본적으로 유물론을 기초로 하여 인간을 해석하고 있으며, 인간의 세 가지 본성을 만들어내는 것은 바로 생체 기관을 이루는 물질의 양적 전환에 따른 자연스러운 결과라고 하고 있다. 이는 카를 마르크스(독일어: Karl Marx, 1818 - 1883)의 논문인 『데모크리토스와 에피쿠로스의 자연철학의 차이』(Differenz der demokritischen und epikureischen Naturphilosophie)의 질적 전화 개념을 견지한 것이라고 할 수 있다.
한편으로 주체사상이 인간관을 규정하는 데 있어서 핵심적인 개념인 인간의 세 가지 본성을 ‘노동’과 결부하여 보고 있다. 이는 인간의 추상성이 오로지 현상 세계와 독립하여 존재하는 형이상학적 법칙을 사유할 때에만 생성되며, 인식할 수 있다는 헤겔의 교의를 비판한 마르크스의 입장을 견지한 것이다. 인간은 그 자체로 자주성·창조성·의식성을 가지나, 이 세 가지 본성은 오로지 ‘자연 세계를 이성적 인식을 통해 재배열하는 활동’, 다시 말하여, ‘노동의 발현성’이 인간에 내재된 상태일 때에만 성립하는 것이다. 결과적으로 세 가지 본성은 노동을 통해서 구체적으로 발현되며, 노동이라는 개념에 의존하고 있는 것이라고 할 수 있다. 따라서, 인간이 본래 자연 세계를 재배열할 수 있는 힘이 없었다면 세 가지 본성 또한 있을 수 없는 것이다. 이러한 점에서 노동은 그 자체로 ‘고도로 발달된 추상성’이며, 세 가지 본성을 규정하고, 유지시키는 핵심이 된다. 김정일은 부단한 생물학적 진화와 진화 과정에서 추동되는 뇌의 발달 등이 본질적인 의미에서의 노동을 탄생시켰다고 설명하고 있으며, 노동 없이는 세 가지 본성이 존재할 수 없다고 설명하였다. 그리하여 인간은 참된 노동이 마음껏 발현될 수 있는 사회를 위해 투쟁해야 하며, 특히, 인간의 노동 능력을 열화하여 ‘예속적 소생산’에 고착하려는 봉건지주나 ‘노동력 산출’에 한정하려는 자본가 및 제국주의자에 대항하여야 한다. 김정일은 이것을 ‘인간의 세 가지 본성을 참되게 구현하기 위한 투쟁’이라고 하였다. 그리고 이 세 가지 본성을 참되게 발휘할 수 있는 인간을 ‘주체형의 공산주의적 인간’이라고 한다.

##### 자주성
자주성(自主性)은 예속에서 벗어나고자 하는 인간의 본성으로 설명될 수 있다. 동물을 비롯한 다른 생명물질은 자연에 전적으로 예속되어 있으며 자연을 자신을 위하여 복무하도록 만들어 나가지 못하는데, 사람만은 자연을 정복하여 파괴적으로 작용하는 자연의 맹목적인 힘의 작용을 조절통제하며 사회관계도 자신에게 유리한 생활조건을 보장하는 사회관계로 만들어 나간다는 것이다.
사회적 존재로서의 자주성이라는 특성은 또한 모든 착취계급에 반대하는 민중들의 투쟁의 동력원이 된다. 이러한 자주성 개념은 바뤼흐 스피노자(네덜란드어: Baruch Spinoza, 1632 - 1677)의 코나투스(Conatus) 개념과 맞닿아있는 부분이 있다. 특히, 물질의 집적체이자 욕구에 쉽게 지배당하는 인간이 세계에 대해 변증 활동(이성적 사유 활동)을 하는 본질적 원인을 제공하는 의미에서의 자주성은 코나투스와 유사점을 보이고 있다. 이러한 의미에서 주체사상의 자주성 개념은 단순히 어떠한 거시적 관점에서의 예속 상태를 벗어나 있는 것을 추구한다는 의미로서의 자주성이라기보단, 인간 사유 활동의 근원을 가능케 하는 본질적인 것으로 이해해야 한다.
이런 의미에서 제국주의가 자주성을 파괴한다는 것도 더욱 근본적인 이해가 가해져야 한다. 제국주의는 단순히 약소민족의 보편적인 인권을 짓밟아서 자주성을 파괴하는 것과 더불어, 인간이 갖고 있는 본질적인 측면에서의 자주성의 발현을 억제한다는 점에서 인간의 사유 활동을 파괴하는, 더더욱 비인간적인 것이라고 할 수 있다.
자주성은 그 자체로 무조건 긍정적인 것이라고 할 수 없는데, 그 이유는 지도력이 없는 상태에서의 개인주의적 자주성은 각자에 대한 무분별한 투쟁 상태만을 초래할 것이기 때문이다. 주체사상은 인간의 자주성을 완전히 이뤄내기 위해, 이에 기반한 ‘고도의 추상적 활동’(노동)을 전문으로 하는 주체인 노동계급을 필두로 해서 인간의 해방을 도모하려고 한 사상인 마르크스주의를 계승하였고, 혁명적 당이 가져야 할 기본적 방침을 마르크스-레닌주의에서 얻었다. 그리고 더욱 세분화하여 혁명지도 방법을 ‘수령’이라는 개념에 기반하여 집중적으로 연구하였는데, 이를 ‘혁명적 수령관’이라고 한다.

##### 창조성
창조성(創造性)은 본능에 따라 맹목적으로 활동하는 인간 외 동물과는 달리 사람은 자기의 지향과 요구로부터 출발하여 목적을 세우고 그 실현방도를 찾아낸 다음 실천활동을 의도적으로 벌여나간다는 것이다. 창조성은 다음으로 낡은 것을 개조하여 새것을 만들어 내는 사람의 활동의 성질로 생각할 수 있다. 사람은 다른 생명물질과는 달리 기성의 사물을 가공하여 그 형태를 변화시키며 새로운 사물을 만들어 내는 능력을 갖고 있어, 생활환경을 자기에게 이로운 것으로 개변시키지 못 하는 다른 생명물질들과는 달리, 사람은 자연환경과 사회적 조건을 자기에게 유리하게 개조한다.

##### 의식성
인간 외 동물들은 자체 지능의 한계로 인해 말초적 본능에 기초하여 행동하는 경우가 압도적인 것에 비해 인간은 자신의 이해관계에 따라 의식적으로 행동한다. 이것을 인간이 가진 의식성(意識性)이라고 한다. 또한 의식성은 다음으로 세계를 인식하고 개조하는 사람의 성질로 특징지어지며, 이는 의식, 특히 사상의식에 의해 조절, 통제되지 않고서는 진행될 수 없다. 이러한 세계를 인식하고 개조하는 사람의 활동을 의식적으로 보장하는 성질이 바로 의식성이다.
마르크스주의 변증법에서 의식 활동은 필연적으로 변증 과정으로 되기에 정(正)에 대해 투쟁하는 반(反)으로서의 의식 성격을 항상 갖는다고 성찰하고 있으며, 의식을 통한 운동의 일반성은 하부 구조의 모순성으로부터 반영된 것이다. 반영으로부터 파생한 의식에도 역시 모순있다는 입장과 “모든 것은 본래 그것의 존재 양식을 유지하기 위한 본래의 힘이 있다. 의식은 그것의 모체(母體)인 물질의 본래적 성격을 되찾으려고 한다. 따라서 의식의 발로가 투쟁의 시작을 의미한다.”라는 마르크스의 철학적 견지를 종합하여 주체사상은 의식성이 적극적으로 발현될 경우 능동적인 투쟁(모순을 인식하고 모순을 계급 의식으로서 발전적 경로로 나아가게 하는 방향으로)을 불러온다고 말하고 있다. 의식의 능동성은 의식이 모순을 인식하고 그것을 투쟁을 통해 발전적 성격으로 전환하고 앞으로 나아가는 과정 전반을 담당하기에 특정 변증 단계에서 표적으로 하는 매 주제에 한해 인간은 자유의지적이라고 간주할 수 있다.
주체사상의 의식에 대한 입장은 칼 마르크스와 그 철학의 계승자라고 할 수 있는 프리드리히 엥겔스(독일어: Friedrich Engels, 1820 - 1895)의 『반뒤링론』(Anti-Dühring)에서 크게 벗어난 상태의 관점은 아니다. 의식에 대한 마르크스주의적 분석의 종합화는 본래 이오시프 스탈린이 자신의 저서 『변증법적 유물론』 제4장에서 시도한 바가 있다. 여기서 스탈린은 기계적인 반응일 뿐인, 비의식적 변증(물질의 기계적 운동)과 의식 활동을 구분하였고, 노동과 구체적 혁명 활동은 모두 후자에 속한다고 하였다. 주체사상은 스탈린의 인식 이론을 기반으로, 인간 의식의 능동성 강조하여, 이것을 최상의 형태로 발현할 수 있는 특수한 방법론을 규명한 사상이라고 할 수 있다. 따라서, 마르크스-레닌주의와 주체사상 모두 의식을 물질의 반영으로 간주한다는 점에서 같은 유물론이라고 할 수 있다.
의식에 관한 마르크스주의적 인식 이론에 기초하여 주체사상은 의식성 개념을 기존의 마르크스주의에 비해 훨씬 확대하여 적용하고 있으며, 응용적 성격이 강하다. 주체사상이 의식성을 규정하는 데 있어서 엥겔스의 『반뒤링론』의 더 이전 주제인 게오르크 빌헬름 프리드리히 헤겔(독일어: Georg Wilhelm Friedrich Hegel, 1770 - 1831)의 대상의식까지 그 논의 주제를 확대하여 의식성의 능동성을 규명하려고 했다는 점은 주체사상이 의식성을 더욱 응용적이고 능동적으로 해석한 이유가 될 수 있다.
주체사상이 헤겔의 철학을 재해석한 이유는 다음과 같다. 첫 번째는, 마르크스주의를 기계론적 유물론으로 해석하려는 일련의 움직임이 실제, 마르크스주의가 성립되기 이전 생물학주의 기조에서 그 근거를 찾으려고 한다는 점이다. 이러한 움직임에 대한 대항은, 칼 마르크스가 영향을 받았다고 인정되는 헤겔의 철학에서부터 그 대를 끊어야 할 필요성이 있다. 두 번째는, 마르크스주의는 의식성의 능동성을 강조할 수 있는 지점이 존재하나, 그것은 이미 청년헤겔학파의 의식 이론의 종합으로 표현이 되어있기에, 마르크스가 참조한 원전인 헤겔의 원전에서 결론을 도출하는 것이 더욱 근원적인 접근법이라 할 수 있기 때문이다. 이 두 가지 원칙에 따라 주체사상은 헤겔의 『대논리학』(Wissenschaft der Logik)을 상당 부분 참고하고 있다.
인간 의식성에 대한 진화론적 해석에 있어서의 문제도 주체사상의 의식성 문제에서 상당히 중요한 것으로 거론된다. 주체사상은 진화론의 기본적 입장을 고수하고 있다. 그러나, 인식과 감각인지는 완전히 같다는 기계론적 결정주의와 인간 심리에 대한 행동주의적 해석은 일체 부정한다. 즉, 인간은 분자구조 물질의 복잡성 증대와, 자연선택에 따라 등장한 생물체이지만, 인간이 갖고 있는 의식성까지 이러한 물질성에 기반한 기계주의로 해석하게 되면, 오히려 의식성을 규명하는 데 있어서 과학적이지 못 하게 되며, 반동철학에 이용당하는 재료로 사용될 수 있다는 관점이다. 가령, 행동주의 관점은 인간이 가진 본성에 대해 “자기 이익 추구이며, 몇 가지 기초적인 생리 욕구에 불과하다.”라고 보기에 자본주의사회에서 각 개인의 파편화를 불러오고 결국 사회발전을 위한 인간의 행동을 막는 것으로 작용한다.

### 사회역사 원리

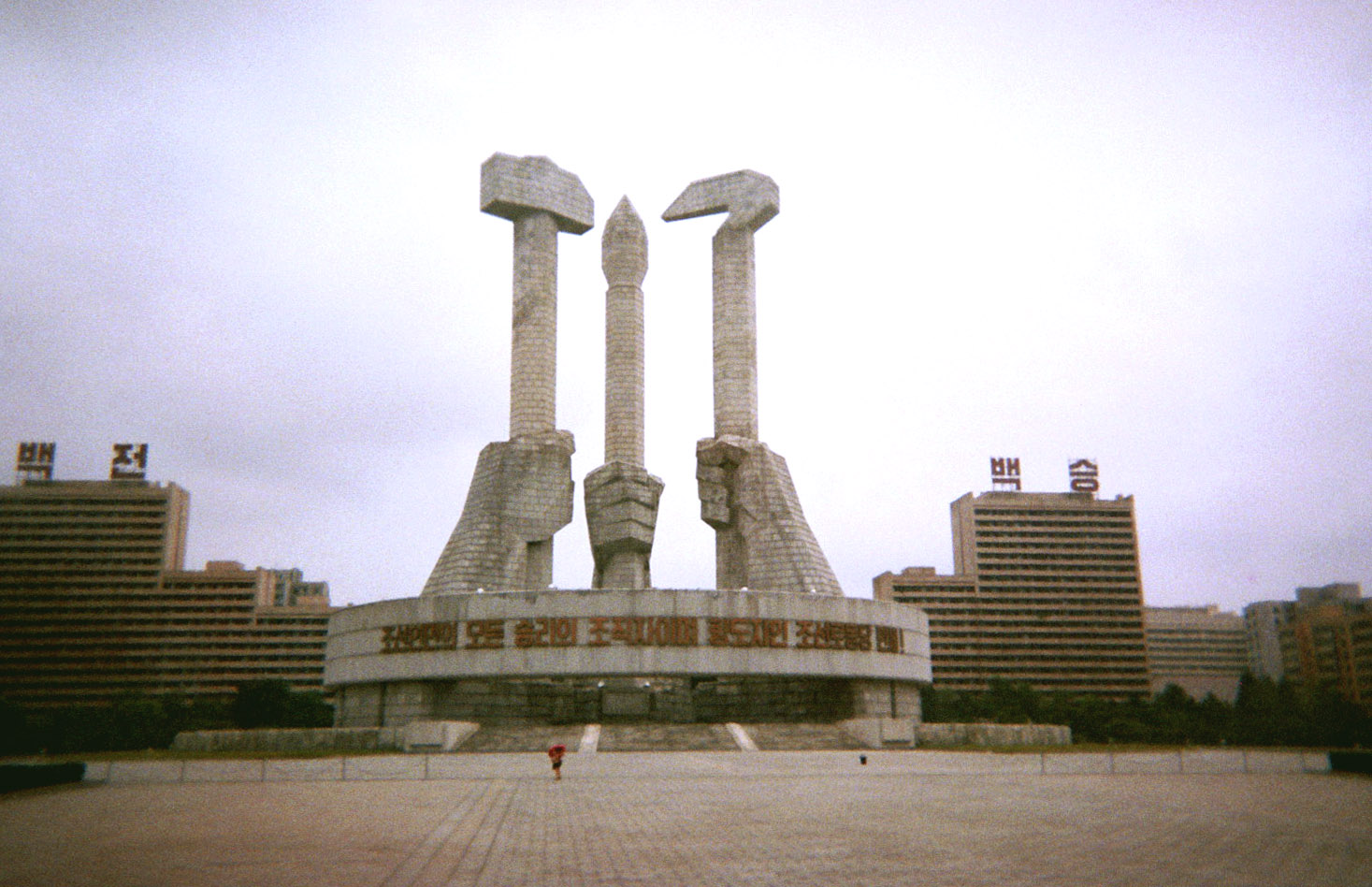
1995년 10월 10일에 완공된 평양의 당창건기념탑.

주체사상의 사회역사원리는 인민대중의 사회역사적 지위, 그들의 역할 등에 대해 서술하는 부분으로, “인민대중은 사회역사의 주체이다.”라는 중심 명제를 기반으로 하여 인민대중이 사회역사 원리에서 갖는 주체, 본질, 성격, 추진력을 해명하고 있다.

#### 주체
주체사상은 “인민대중이 혁명과 건설의 주인이며 자연을 개조하고 사회를 발전시키는 결정적인 요인이다.”이라고 하면서, “자연과 사회의 개조를 통해 인민대중의 지위는 강화된다.”고 말한다. 과거엔 인민대중이 사회의 주인으로서 지위를 차지하지 못한 탓으로 역사를 자주적으로 개척할 수 없었으나, 노동계급의 혁명적 영도와 투쟁의 결과로 착취와 압박에서 해방되고 사회와 자기 운명의 참다운 주인으로서 역사를 의식적으로 창조해 나갈 수 있다고 한다. 여기서 주체사상은 옳은 지도 없이는 노동계급이 승리할 수 없다는 것을 강조하면서 노동계급을 비롯한 인민대중은 당과 수령의 올바른 영도를 받아야만 한다고 하며, 블라디미르 레닌(러시아어: Влади́мир Ле́нин, 1870 - 1924)이 말했던 혁명적 정당의 필요성을 고수하는 기반 위에서 수령의 지도성을 수호하는 태도를 취한다.
이는 통하여 역사 발전의 주체는 인민대중이며, 그들의 자주적, 창조적, 의식적 활동에 따라 역사가 움직인다는 것을 알 수 있다. 이를 ‘주체사관’(主體史觀)이라고 할 수 있다.

#### 본질
주체사상은 인류 역사 진보의 본질을 ‘인류사회의 발전역사는 자주성을 옹호하고 실현하기 위한 인민대중의 투쟁의 역사’라고 정의한다.
인류사회의 오랜 역사를 통하여 사람들은 사회적 예속과 자연의 구속에서 자신을 해방하기 위한 투쟁을 끊임없이 벌여왔다. 사회와 자연을 개조하고, 인간을 개조하는 모든 투쟁은 다 인민대중의 자주성을 옹호하고 실현하기 위한 투쟁이다.
 — 김정일, 『주체사상에 대하여』에서
더불어 인류의 오랜 역사를 통하여 사람들은 사회적 예속과 자연의 구속에서 자신을 해방하기 위한 투쟁을 벌여왔는데, 여기서 사회 개조 투쟁은 인민대중이 계급과 민족의 예속을 벗어나기 위함이고, 자연 개조 투쟁은 자주적 생활을 누릴 수 있는 물질적 조건을 마련하기 위함이라는 것을 밝히고 있다.
사회개조, 자연개조, 인간개조는 인민대중의 자주성을 위한 투쟁의 중요한 구성부분을 이룬다. …(중략)… 사람은 사회적 예속과 자연의 구속, 낡은 사상과 문화의 구속에서 해방되어야 자주성을 완전히 실현할 수 있으며, 또한, 자주성을 위한 투쟁은 사회개조, 자연개조, 인간개조의 모든 영역에서 전면적으로 진행되어야 한다. 
 — 김정일, 『주체사상에 대하여』에서
동시에 “제국주의세력이 국제적으로 연합되어 있는 것만큼 제국주의의 지배와 억압을 반대하고 자주성을 옹호하기 위한 투쟁 역시 국제적인 것이다.”이라고 말한다.

#### 성격
주체사상은 역사 성격에 대하여 “사회역사적 운동은 인민대중의 창조적인 운동이다.”라고 규정한다. 이는 ‘창조적 운동’이라는 표현으로 단순화할 수 있다. 김정일은 “인류역사가 시작된 이래 인민대중은 창조적 노동으로 자연을 정복하고 자기의 생존과 발전에 필요한 재부를 만들어 왔으며, 낡은 것을 변혁하는 창조적 활동에 의하여 사회는 발전하여 왔다. …(중략)… 인민대중은 자연을 개조하고 사회를 발전시키면서 동시에 자기의 창조적 능력을 키워왔다.”라고 하였다.
위에서 언급되는 ‘노동’(독일어: Arbeit)은 칼 마르크스가 『1844년 경제학 철학 초고』(Ökonomisch-philosophische Manuskripte aus dem Jahre 1844)에서 언급한 ‘의식의 일반성으로부터 도출된, 인간이 가진 제반자연 창조성’의 정의로 대표할 수 있다. 이후에 나오는 ‘창조적 노동을 통한 자연 정복 및 생존 번영 문제’도 이러한 의식성에 기초하고 있다. 주체사상은 이러한 인간노동의 성격이 가진 창조성을 극대화하는, 인간의 능동적 성격이 역사를 발전으로 이끄는 성격의 본질이라고 규정하는 것이다. 이러한 점에서 주체사상은 다시 한 번 기계주의와 소극주의의 가능성을 엄격하게 차단하고 인민의 주체성을 강조하고 있다.
김정일은 ‘현 단계의 창조성’에 대하여 다음과 같이 규정하고 있다.
1. 창조적 활동의 주도집단은 인민대중이다.
2. 자연과 사회를 개조하는 투쟁은 시대발전을 고려한다. 시대에 뒤쳐진 과학이론과 사회과학적 방법을 과감히 버리고 모든 방면에서의 최신화를 추구한다.
3. 사상활동에서의 교조주의와 형식주의를 적극적으로 퇴치하고 변화하는 시대에 걸맞는 혁명이론체계를 세운다.

이에 따라 ‘역사 성격으로서 창조성’은 시대의 요구에 맞게 혁명의 전략과 투쟁방침을 과학적으로 규정하고 인민대중의 창조력을 끊임없이 높이 발양시킴으로써 혁명의 승리를 믿음직하게 담보하는 것이라 할 수 있다.

#### 추진력
주체사상은 역사 추진력에 대하여 “혁명투쟁에서 결정적 역할을 하는 것은 인민대중의 자주적인 사상의식이다.”라고 규정한다. 이는 '자주적인 사상의식'이라고 단순화할 수 있다. 인민대중이 가져야 할 자주적인 사상의식은 온갖 난관을 이겨내는 강인한 의식과, 간결하고 명료한 의식으로부터 나오며, 이것은 인민대중의 자주성과 직결되는 것이다.

### 지도 원칙
지도적 원칙은 당, 국가 등 정치적 단위에 대해 서술하는 부분으로, ‘자주적 입장’, ‘창조적 입장’, ‘사상기본적 입장’이라는 세 가지 테제를 중심으로 구성된다.

#### 자주적 입장
자주적 입장에서는 주체사상 4대원칙이라고 불리는 ‘사상에서의 주체(主體), 정치에서의 자주(自主), 경제에서의 자립(自立), 국방에서의 자위(自衛)’가 설명된다.

##### 사상에서 주체
주체사상은 사상에서 주체를 세워야 정치, 경제, 국방 등 모든 분야에서 주체를 세울 수 있다고 한다. 더불어 사상에서 주체를 세운다는 것은 혁명과 건설의 주인이라는 자각을 가지며 자기 나라 혁명을 중심에 놓고 모든 것을 사고하고 실천하며 모든 문제를 자기 힘으로 풀어나가는 관점과 태도를 가지는 것이다. 이에 대해 김정일은 다음과 같이 서술한다.
사상에서의 주체를 세우는 것은 자주성을 위한 인민대중의 혁명투쟁에서 나서는 선차적 요구로서 혁명과 건설의 주인이라는 자각을 가지며, 자기나라 혁명을 중심에 놓고 모든 것을 사고하고 실천하며, 모든 문제를 자기의 지혜와 힘으로 풀어나가는 관점과 태도를 가지도록 하는 것이다. …(중략)… 사상에서 주체를 세우기 위해서는 자기의 것에 정통해야 하고, 높은 민족적 자존심과 혁명적 자부심을 가져야 하며, 민족문화를 발전시키고, 문화 및 기술 수준을 높여야 하며, 특히 사대주의를 철저히 뿌리뽑아야 한다고 주장하고 있는 것이다.
 — 김정일, 『주체사상에 대하여』에서
이와 함께 노동계급의 혁명사상과 자기 당의 노선과 정책으로 무장하여야 한다고 하여 조선로동당의 유일사상체계를 정당화하고 있다. 이를 위해 조선민주주의인민공화국은 당원의 교양 및 인민대중을 상대로 하는 사상사업에서 소련의 영향을 줄이고 『볼셰비키당사』 대신 조선로동당의 당사인 『조선로동당략사』(朝鮮勞動黨略史)를 교재로 교양사업을 하기로 하는 등의 움직임을 보였다. 이러한 움직임은 중소 분쟁 사이에서 조선민주주의인민공화국이 갖고 있던 현실적인 외교 문제와도 연결되어있다.

##### 정치에서 자주
주체사상에서 말하는 정치에서 자주는 노동계급과 인민대중이 국가와 사회의 주권을 쥐고 주인이 되는 것을 말하며, 동시에 대외관계에서 완전한 자주권과 평등권을 행사하는 것이 필요하다. 이를 기초로 자주성과 국제주의를 결합시킨다는 것이 목표다.
이러한 입장은 당시 소련의 수정주의화와 중화인민공화국의 개혁개방 노선에 대한 안티테제로 등장한 면이 존재한다. 가령, 소련의 경우는 위성국인 중앙유럽 공산권의 정치를 사실상 좌지우지하고 있었는데, 결국 소련이 수정주의 노선으로 정치를 지도하자, 이들 국가도 사실상 마찬가지로 수정주의 노선을 무비판적으로 받아들이게 되었다. 김일성과 김정일은 이러한 수정주의 노선을 세계 공산주의 운동에서의 제일 해악한 질병으로 간주하였고, 이를 막기 위한 독자적인 정치, 즉, 정치에서의 자주를 내세우게 된 것이다.

##### 경제에서 자립
자립적 민족경제를 건설하는 것을 말하며, 이는 곧 자기 나라의 자원과 자기 인민의 힘에 의거하여 발전하는 경제를 말한다. 그리고 중공업과 함께 경공업과 농업을 동시에 발전시켜야 하며, 이를 위해 ‘기술적 자립’이 요구된다. 또한 ‘민족기술인재문제’와 ‘자력갱생의 원칙’ 또한 중요한 문제이다. 더불어 ‘인민경제의 주체화, 현대화, 과학화’를 전략적 노선으로 삼는다.

##### 국방에서 자위
주로 제국주의를 반대하는 것을 목표로 하는데, 특히, 제국주의는 전쟁의 항시적 근원이며 오늘 침략과 전쟁의 주되는 세력은 미제국주의라고 하여 미국에 적대감을 드러낸다. 국방에서 자위를 실현하기 위해선 ‘자위적 무장력’을 가져야 하는데, 이를 위해 “전인민적, 전국가적 방위체계를 세워야 한다.”고 한다. 동시에 ‘전민의 무장화와 전국의 요새화’를 요구한다.

#### 창조적 입장
김정일은 주체사상의 지도적 원칙의 또 하나의 요소로 ‘창조적 입장’을 들고 있다. 이 입장은 크게 ‘인민대중에 의거하는 방법’(군중노선)과 ‘실정 상황에 맞게 행하는 방법’(실정성)이라는 두 가지 방법론으로 나눠진다.

##### 군중노선
주체사상은 인민대중에 대해 혁명과 건설을 밀고 나가는 결정적 역량으로 규정한다. 그렇기에, 인민대중에 의거하여 혁명과 건설을 성공적으로 수행해야 한다. 그 방법은 크게 세 가지로 나눠서 설명할 수 있다.
1. 대중의 요구와 지향을 반영하여, 올바른 노선과 정책을 세우며, 그것을 대중 자신의 것으로 만들어야 한다.
2. 당면 군중의 요구와 계급노선을 옳게 결합하여 대중을 하나의 정치적 역량으로 묶어 세워야 한다.
3. 인민대중으로 하여금 혁명과 건설의 주인으로서 입장을 지키고 주인으로서 역할을 다하게 하는 혁명적 사업방법을 확립해야 한다.

(1)은 혁명사업에서의 대중의 요구를 고려해야 한다는 원칙인데, 가령, 당간부가 인민의 요구를 외면하거나 신경 쓰지 않은 상태에서 자신만의 독자적인 방식으로 지역혁명사업을 처리했을 때의 문제점을 나열하고 있다. 아무리 그 사업방식이 마르크스-레닌주의 기본 원칙에 충실한 것이라고 하더라도 인민대중의 요구와 지향점에 어긋난다면, 이를 서로 결합하여, 공산주의 원칙이 곧 인민대중의 지향과 일치하다는 것을 설득해야 한다. 이러한 입장은 곧 (2)와 연결된다.
이에 따라, (3)을 이해할 수 있다. 예를 들어, 한 지역의 혁명사업이 급하다는 이유로 농민계급에 속한 군중에게 노동집약적 산업 역할을 부여한다면, 군중은 이를 이해할 수 없을 것이며, 이러한 혁명사업에 대한 주인의식 또한 생겨나지 않을 것이다. 또한, 이러한 과정에서 전문성의 문제가 생기며 이는 곧 당 정책의 실패로 이어질 것이다. 김일성과 김정일은 이러한 그릇된 지도를 피하기 위해 최대한 인민대중의 요구, 그들의 지향점을 형식적 층위에서의 혁명사업과 결합해야 함을 강조하고 있다.

##### 실정성
군중노선에 기초하여 실정성(實情性)을 이해할 수 있다. 실정성은 혁명사업면에서 마르크스-레닌주의 또는 어떤 나라의 혁명 원칙이 오늘의 조선민주주의인민공화국 현실에는 반드시 들어맞는 것이 아니므로, 현실의 실정을 감안하여 창조적 처방, 정책을 내세워야 한다는 개념이다. 가령, 경제건설 측면에서는 경제난, 특히, 자원부족과 기술낙후 등의 현실을 감안하여 자기실정에 맞는 방법을 세워야 한다는 것이다.
이는 이오시프 스탈린이 자신의 저서인 『변증법적 유물론』 제7장의 「보편과 개별」에서 강조한 것이다. ‘실정성’에 대한 입장은 ‘내용과 형식’, ‘가능과 현실’에서 드러난 스탈린의 입장을 그대로 반영하고 있다.

#### 사상기본적 입장
사상기본적 입장은 크게 ‘사상개조선행’(思想改造先行), ‘정치사업선행’(政治事業先行)이라는 두 가지 개념으로 이루어져 있다. 주체사상은 공산주의로의 이행에서 이념에 선차성을 부여하고 있다. 앞서 언급한 실정성도 또한 이념과 현실을 결합하는 투쟁인 것이다. 김정일은 소련공산당 수정주의와 중국공산당의 시장 노선이 바로 이러한 것을 놓쳤기 때문에 생겨난 것이라고 하였다. 만약에 실정성 즉, 현실성이 이념보다 우위에 서게 되면 현존하는 사회주의국가는 마르크스-레닌주의의 기본 원칙을 무시하게 될 것이고 그 결과 세계사적 퇴행을 불러오는 정치사업만을 하고 결국 혁명을 망칠 것이다. 김정일은 이러한 것을 지적하고, 이것을 예방하기 위하여 ‘사상기본적 입장’을 강조하였다.

##### 사상개조선행
김일성과 김정일은 사회의 모든 성원들을 혁명화, 노동계급화하여 그들을 주체형의 공산주의적 인간으로 개조하는 것을 온 사회를 주체사상화 하기 위한 중요한 혁명과업이라고 제시하면서 사상개조를 통한 공산주의적 인간개조를 강조하고 있다.
사상개조는 사람들의 사상의식영역에서 낡은 사회의 유물을 종국적으로 없애고 모든 근로자들을 선진적인 노동계급의 사상, 공산주의 사상으로 무장시키기 위한 투쟁이며, 착취계급이 청산된 사회주의사회에서 벌어지는 계급투쟁의 기본형식을 이룬다. 이러한 사상개조는 혁명적 세계관을 세우는 것이라고 한다. 그리고 이것은 총체적으로 ‘주체혁명관’(主體革命觀) 또는 ‘품성론’(品性論)이라고 불린다. 그것은 사회전반에서의 공산주의도덕 배양과, 당과 국가, 그리고 수령에 대한 충성으로 요약할 수 있다.
세계사적으로 볼 때 이러한 사상개조선행작업은 중화인민공화국의 문화대혁명으로도 설명될 수 있다. 사상개조선행은 인민대중이 혁명적 당으로부터 이탈하지 않고 당의 일은 곧 자신의 일이라는 의식을 일깨우기 위한 작업이라고 이해할 수도 있다.

##### 정치사업선행
정치사업을 선행한다는 것은 다른 모든 사업에 앞서 인민대중을 당의 노선과 정책으로 무장시키고 그들의 혁명적 열의를 불러일으킴으로써 대중 자신이 높은 자각성과 적극성을 가지고 혁명투쟁과 건설사업을 성과적으로 수행토록 하는 것이라고 할 수 있다.
김정일은 이러한 정치사업선행작업은 절대 관료주의로 이룰 수 없는 것이라는 것을 강조하면서, 당원의 정예화를 주장하고 있다. 즉, 당은 앞서 논의된 실정성을 바탕으로 인민대중을 꾸준히 설득하고, 그들의 동의를 얻어내어 그들과 함께 정치사업을 완수해야 한다. 이 작업에서 중요한 것은 결국 반관료주의(反官僚主義)라고 할 수 있다.

## 혁명 이론
혁명 이론은 반제반봉건민주주의혁명론, 사회주의생산이론, 식민지민족해방론, 혁명적 수령론 네 가지로 구성된다.

### 반제반봉건민주주의혁명론
1910년대 후반부터 시작된 조선공산주의운동은 일제강점기라는 특수성하에서 진행되었다. 초기 계파는 화요파, ML파, 서상파 등으로 분류가 되었는데, 이 중 화요파는 가장 좌경적인 계파로, 중국 혁명가인 리리싼(이립삼)의 소비에트노선을 따르고 있었다. 이들은 조선과 만주 지역의 혁명단계엔 차이가 없으며, 일제가 이미 조선에 대해 독점자본주의 정체를 성립시켰기에 곧바로 사회주의단계로 나아가야 한다고 주장하였다. 물론, 이러한 관점은 화요파 뿐만이 아닌 ML파 및 서상파도 일정하게 공유하고 있었다.
이들은 중국공산당 만주성위원회 내 교조주의자들과 연계하여 1930년 5월 30일에 간도 5·30 봉기를 일으켰으나, 이 운동은 별다른 변화를 이끌지 못 하고 오히려 수많은 혁명가들과 학생운동가들이 사망한, 전술적으론 실패한 봉기였다.
당시 우경노선과 좌경노선을 모두 반대했던 김일성은 1930년 7월 2일 지린성 장춘에서 주최된 카륜 회의에서 『조선혁명의 진로』를 발표하였다. 그리고 이 노선에서 주장된 것이 바로 반제반봉건민주주의혁명론(反帝反封建民主主義革命論)이다.
반제반봉건민주주의혁명론은 당시 조선 현실을 식민지반봉건사회(植民地半封建社會)로 규정하였다. 이는 식민지조선에 대해 “완전한 봉건사회이다.”라는 해석과 “완전한 자본주의사회이다.”라는 두 가지 입장과는 다른 것이었다. 김일성은 당시 식민지조선이 계급적 지반 문제로 인해 봉건제와 부르주아성이 혼재된 상태로 존재하고 있다고 이해하였다. 이는 일본제국주의의 영향력으로 인해 조선사회의 자본주의 발전 정도가 극도로 억제되고 있다고 한 것과 같다. 즉, 일본제국주의는 수탈과 기본적 정치적 권리 박탈 등 억압 수단을 통하여 조선의 내재적 발전 가능성을 완전히 억제하고 있고, 그 결과 조선이라는 봉건성과, 일본제국주의 주도의 이식적 자본주의성이 동시에 존재하고 있는 반봉건(半封建)사회라는 것이다. 그 실증적 근거는 일본인 및 일본의 후원을 받는 국내 지주에 의한 조선인민의 자주적 토지 소유권 침해, 일제 지배로 인한 조선 말 자본주의적 농업 생산관계로의 전환 정체 그리고 그 동시에 제국주의침략을 위한 전초기지로서의 부분·협소적인 공업화 등이 있다. 이는 마오쩌둥 사상의 신민주주의혁명론(新民主主義革命論)과 유사한 지점이다.
이 이론의 결과로 김일성은 해방 후 노농지도에 기반한 인민민주주의정부를 세웠다. 이 시기 정권은 인민대중계층에 이로운 민주주의 시책을 시행하며, 사회주의로 나아가기 위한 사회·경제적 토대를 쌓는다. 그 후 1972년에는 헌법 개정을 통하여 현재의 사회주의정부 단계에 진입했다는 것을 선언하였다. 주체사상은 남조선혁명의 성격에 대해서도 이러한 입장을 고수한다. 대한민국은 미제국주의의 영향력 아래에 부르주아민주주의의 이로운 점이 온전히 실행되지 않는, 종속된 식민지반봉건사회이며, 이로 인해 남조선혁명의 과제는 당대 현실에 맞게 반제반봉건민주주의혁명이라는 것이다.
"남조선인민이 만들어야 할 민주주의"는 ‘인민민주독재정부’이므로, 이것은 노동계급과 농촌노동대중에 의해 주도되는 민주주의라고 할 수 있으며, 사회주의로 나아가기 위한 객관적 조건을 마련하는 시기라고도 할 수 있다. 이러한 입장은 1970년대 말부터 등장한 대한민국 학생운동권에 큰 영향을 줬다. 특히, 식민지성이라는 특수성을 고려하는 것과 당대 혁명의 단계를 인민민주주의단계로 설정한 계파를 NLPDR(민족해방인민민주주의혁명론, 民族解放人民民主主義革命論)이라고 하는데, 이들은 마오쩌둥 사상과 주체사상이라는 당대 특수성을 고려한 마르크스-레닌주의를 사회 변혁의 중심 개념으로 잡았다.
1990년대 말 이후 조선민주주의인민공화국은 남조선혁명의 단계에 대해 이렇다 할 특별한 관점을 내보이지 않고 있었으나, 2016년에 개정된 조선로동당 당규에는 조선 전체의 혁명을 민족해방민주주의혁명(民族解放民主主義革命)으로 규정하였다. 이는 조선민주주의인민공화국이 국내로 들어온 일본의 공산주의자들에게 주체사상을 강요하지 않고, 그들만의 독자적인 마르크스-레닌주의를 창조해야 한다는 점을 밝힌 것과 대조적인 것이라고 할 수 있다.

### 프롤레타리아 도덕주의
주체사상의 생상력 이론은 기본적으로 마르크스-레닌주의에 영향을 받았으나, 인민대중의 사상개조를 강조한다는 점에서 큰 차이점이 존재한다. 그 대표적인 서술은 『주체사상에 대하여』에서 확인할 수 있다.
그러나 정치도덕적 자극을 경시하고 물질적 자극을 위주로 하는 것은 사회주의제도의 근본성격에 어긋나는 것이다. 그것은 근로자들 속에서 이기주의를 조정하고 그들을 돈이나 물질에만 매어 달리게 하며, 결국 사회주의제도와 혁명의 전취물을 부식시키는 매우 위험하고 유해로운 편향이다. 따라서 사회주의 하에서는 어디까지나 정치도덕적 자극을 위주로 해야 한다. 정치도덕적 자극을 위주로 하여야 인민대중이 나라와 혁명의 주인으로서의 입장과 태도를 올바로 가지고 자각적 열성을 내어 일하도록 할 수 있다.
 — 김정일, 『주체사상에 대하여』에서
이는 의식성을 강조하는 주체사상의 특성에서 나오는 것이다. 의식은 변증법적 유물론에 따라 물질의 반영이며, 인간은 이 원리에 따라 세계를 해석하는 변증 과정을 거치며 사회발전의 동력이 되나, 어디까지나 그 동력의 최일선에 서 있는 것은 물질 자체가 아닌, 의식이다. 물론, 의식은 물질 밖에서 따로 존재할 수 있는 것이 아니다. 그러나, 반영된 의식, 그리고 그 후 고양된 의식은 세계를 해석하고 역사 투쟁에서 실질적인 역할을 담당하는 주요 재료이다. 의식은 물질로부터 나오지만, 발전된 의식은 다시 물질을 개조하여, 사회 변혁을 이끄는 것이다. 이러한 의미에서 물적토대의 지나친 강조는 의식의 능동성, 즉, 발전된 의식성이 발생하는 데에 방해가 될 수 있다. 진정 사회주의의 발전을 촉진하고 공산주의로의 이행을 이루어내기 위해서는 세계를 혁명적으로 해석할 수 있는 교육과 사상개조가 이루어져야 하며, 프롤레타리아 도덕주의를 고수해야 한다.

### 식민지민족해방론
김정일은 "마르크스에 의하여 개척된 노동계급의 혁명위업을 완성하는 데서 현시기에 중요하게 나서는 과업은 제국주의를 반대하고 세계의 자주화를 다그쳐 나가는 것이다."라고 전제하고 그의 제국주의론을 다음과 같이 전개하고 있다.
국제무대에서 오랫동안 전개되어 온 식민주의, 제국주의를 반대하는 투쟁은 지금도 계속되고 있으며, 더욱더 격렬하게 벌어지고 있다. 식민주의, 제국주의는 인류역사에서 자주성에 대한 인민대중의 지향과 요구를 짓밟는 최후의 착취제도이며, 계급적 지배와 민족적 압박을 결합시킨 가장 횡포한 억압제도이다. …(중략)… 미제를 우두머리로 하는 현대제국주의는 내리막길을 걷고 있으나 멸망하여 가는 지들의 처지를 구원해 보려고 필사적으로 날뛰고 있다. 특히 제국주의의 전반적 위기가 실혐됨에 따라 제국주의자들은 자기나라 노동계급과 근로인민대중을 가혹하게 탄압할 뿐만이 아니라, 국제공산주의운동을 반대하는 침략과 파괴행위를 더욱 강화하고 있다.
 — 김정일, 『마르크스-레닌주의와 주체사상의 기치를 높이 들고 나아가자』에서
이후 김정일은 입장을 간략화하여 “제국주의를 종국적으로 멸망시키고 세계혁명의 승리를 이룩하기 위해서는 반제반미투쟁을 강화해야 한다.”라고 밝혔으며, “반제반미투쟁을 강화하는 데서 무엇보다 중요한 것은 사회주의국가들과 공산당, 노동당들이 반제적 입장을 견지하고 국제제국주의를 반대하는 투쟁을 힘있게 벌여야 한다.”라고 주장함으로써 사회주의국가가 반제국주의 외교에 동참해야 함을 설파했다.
이와 더불어 김정일은 남아메리카, 동남아시아, 아랍, 아프리카 등지의 혁명운동을 적극적으로 지원해야 함도 주장했는데, 이는 반제국주의와 국제주의 연대를 강화하려는 적극적인 시도로 보인다. 실제로 이 시기 조선민주주의인민공화국은 아프리카 빈국에 수많은 기반 시설 및 의료 시설 건설을 위한 자금 지원을 해주기도 하였으며, 이는 현재까지 이어지는 국제혁명사업이기도 하다. 또한, 주체사상 문헌은 남아메리카와 아프리카 등지의 민족해방운동가들에 의해 폭넓게 읽히고 있다.

### 혁명적 수령관
러시아 혁명가인 블라디미르 레닌이 “프롤레타리아 전위당만이 프롤레타리아와 전체 근로자대중의 전위를 통일하고 육성하며, 또 조직할 수 있고, 그들을 혁명대열에 끌어들일 수 있다.”라고 했던 것처럼, 김정일도 또한, “인민대중이 실제로 사회역사의 주체가 되기 위해서는 당과 지도자의 지도와 결합해야 한다.”라고 하였다. 이는 혁명적 당의 역할을 중시한다는 점에서 마르크스-레닌주의와의 공통점이라고 할 수 있다. 그러나, 주체사상은 “수령의 지도를 배제하고 당의 지도만을 강조하는 혁명적 당은, 그 당에 대한 인민의 이반을 필연적으로 불러온다.”라고 규정하여 수령의 지도를 강조하고 있다. 이는 기존 마르크스-레닌주의와 차별되는 지점이라고 할 수 있는데, 주체사상에서는 이를 '혁명적 수령관'이라고 한다.
혁명적 수령관은 김정일의 논문인 『조선로동당은 영광스러운 타도제국주의동맹의 전통을 계승한 주체형의 혁명적 당이다』에서 등장하는 ‘조선로동당의 김일성당화’라는 표어를 간명하게 이해할 수 있다. 그는 『주체사상에 대하여』라는 논문을 통하여 혁명적 수령관의 커다란 두 가지 개념을 제시하였다. 첫 번째는 ‘혁명투쟁에서 수령이 차지하는 지위와 역할에 대한 노동계급의 올바른 관점’이라는 주제인데, 여기서 김정일은 항일투쟁시기 조선공산주의운동의 종파성을 언급한 후 당의 민주주의적 중앙집권제 원칙이 실제로 어떻게 지켜질 수 있는가에 대해 고찰한다. 레닌이 밝혔듯이, 당내 종파주의는 혁명을 방해하는 요소이며, 그것을 효과적으로 제거하기 위하여 민주집중제를 채택해야 하지만, 실제 현실에서는 당만을 강조함으로써 얻는 것은 당내 종파주의에 대한 방조이다. 실제 민주집중제 원칙에 따라 당이 결정한 것을 하부조직이 기본적으로 따라야 하지만, 만약 당의 테제를 결정하는 상위집단 내부에도 종파주의가 침투한 상태라면, 민주집중제는 작동할 수 없게 된다. 결국 그 결과로 당 일꾼들은 어떠한 것이 ‘결정된 사안’인가를 알 수 없으며, 혁명활동은 퇴조기를 맞을 수 있다.
김정일은 당내 종파주의가 과거 공산주의운동에서 어떠한 해악을 끼쳤고, 현재 그것이 어떻게 수정주의를 불러오고 있는지 분석한 후, 최종적으로 그 해결책을 혁명적 수령관에 기반하여 설명한다. 그 골자는, 혁명 활동에서 당의 포괄적 결정보다는 당중앙의 뜻을 체현하는 수령의 결정이 중시되어야 한다는 것으로 요약할 수 있다. 그리고 혁명을 이끌 수령이 갖춰야 할 세 가지 품성으로 ‘혁명사상의 위대성’, ‘혁명적 영도의 위대성’, ‘혁명적 풍모의 위대성’을 들고 있다.
두 번째는 ‘수령을 모시는 입장과 자세’인데, 이는 혁명활동에서 수령에 충성을 다해야 한다는 것이다.
혁명적 수령론은 김일성이 김정일에게 지도자 자리를 물려주기 위한 사전작업이라는 평가도 또한 존재한다. 혁명적 수령관 개념은 오늘날 한반도 내 공산주의운동에서 커다란 논란을 낳고 있는 개념이기도 하다.

## 영도 방법

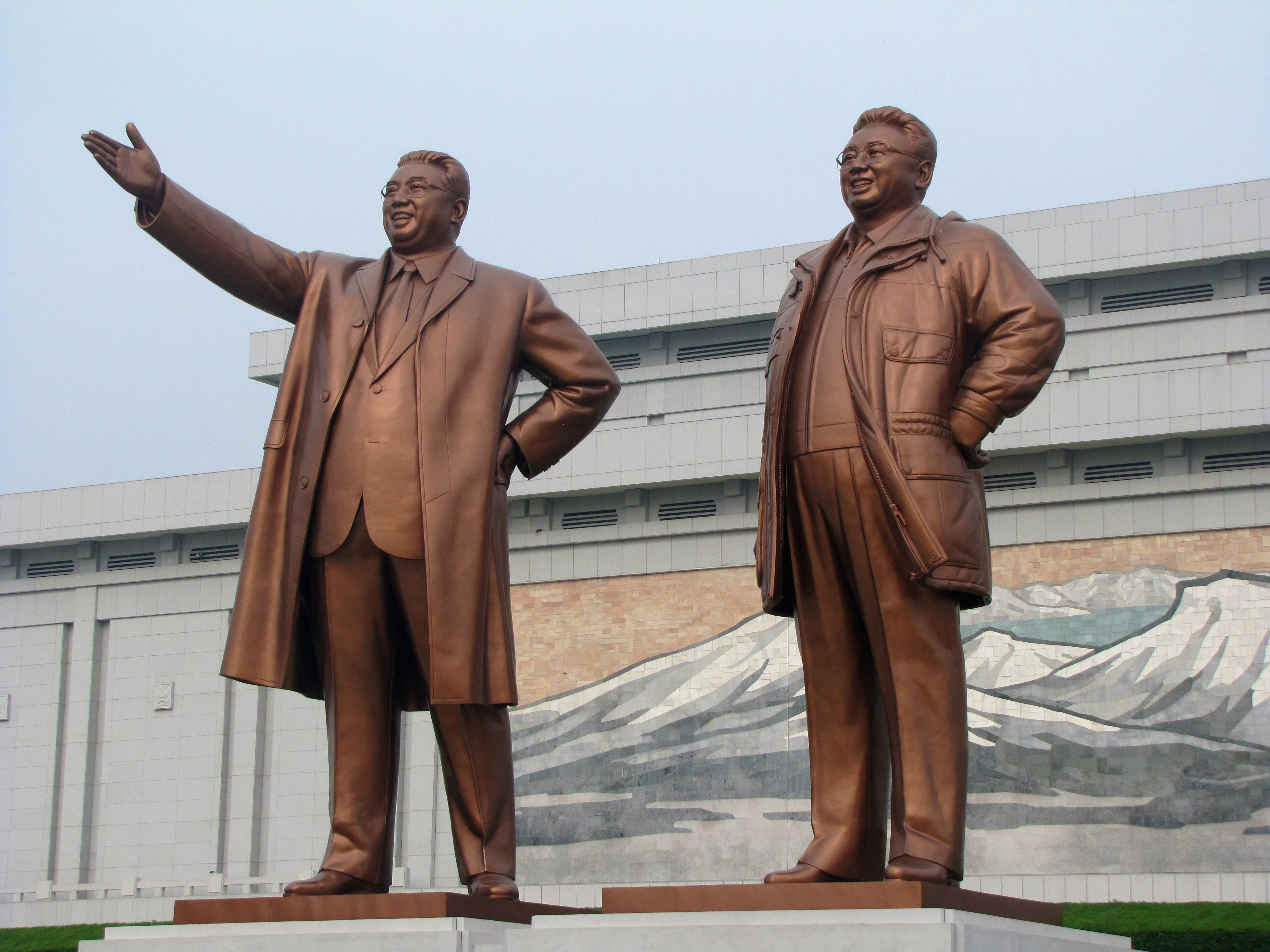
만수대대기념비 안에 세워진 김일성과 김정일 동상.

영도 방법은 영도체계, 영도예술 등 수령의 지휘를 실현하기 위한 당-국가의 조직체계, 인민대중을 움직이는 방법 등을 설명한다.
주체의 영도 방법은 모든 것을 인민대중의 힘에 의거하고 인민대중의 창조적 힘을 발동하여 해결해 나갈 데 대한 요구를 제시함으로써 세계와 역사의 주체로 자각된 사람들의 창조력을 배가하고 그 힘을 자주의 새 세계를 창조하는 데로 이끌어 갈 수 있는 방도이다.
이 영도 방법은 기본적으로 혁명 이론의 군중노선을 기본으로 하고 있으며, 이것은 또한 김일성의 항일유격대식 혁명사업 방법과 밀접하게 연관된 것이다. 이것은 크게 세 가지로 분류될 수 있는데, ‘청산리방법’, ‘대안사업체계’, ‘3대혁명소조운동’이 그것이다.
김정일에 의하면 주체사상의 혁명사업방법은 ‘돈과 채찍으로 사람을 움직이는 방법이나 행정식, 명령식 사업방법과는 근본적으로 대립되는 것’으로 늘 군중 속에 들어가 실정을 깊이 요해하여 문제해결의 올바른 방도를 세우며, 위가 아래를 실속있게 도와주며, 모든 사업에 정치사업을 앞세워군중이 혁명과업 수행에 자각적으로 동원되게 하며, 격식과 틀이 없이 모든 문제를 구체적 특성과 환경에 맞게 창조적으로 풀어나가는 혁명적이고 공산주의적인 사업방법이다.

### 청산리 방법
김정일은 『마르크스-레닌주의와 주체사상의 기치를 높이 들고 나아가자』에서 “일군들의 사업방법과 작풍을 개선하는 데서 우리 당이 견지하고 있는 기본방침은 김일성수령이 창조한 청산리 정신, 청산리 방법을 관철하는 것이다.”라고 하여 이 방법이 주체의 영도 방법의 핵심이 되는 것임을 표명하고 있다. 주체사상 학자들에 따르면, 소위 청산리 정신에는 ‘혁명적 군중노선’이나 ‘대중 지도의 기본 원칙’들이 집대성되어 있다고 한다. 이 청산리 정신이라는 것은 1960년 2월 김일성이 직접 평안남도 강서군 청산리에 나가서 농촌지도의 본보기를 보인 것으로 선전되고 있는데, 그 내용은 다음과 같다.
1. 근로인민 속에 들어가 그들의 실상과 요구에 맞게 지도하며, 대중을 동원한다.
2. 먼저 적대분자들을 제외한 모든 사회성원들을 교양·개조한다.
3. 근로대중의 열성과 창조적 적극성을 동원한다.
4. 청산리 방법의 기본은 웃기관이 아랫기관을 도와주고 현지에 내려가 실정을 깊이 알아보고 문제해결의 올바른 방도를 세우는 것이다.
5. 모든 사업에 정치사업을 앞세운다.

(1)에서 (4)까지는 전반적으로 실정성에 기반한 혁명지도방법을 소개하고 있다. 조선민주주의인민공화국은 이러한 '청산리 방법'을 헌법전문에 명기할 정도로 중시하고 있다.

### 대안사업체계
김정일은 사회주의경제란 국가의 중앙집권적 지도에 의해서만 성과적으로 관리, 운영될 수 있다고 하였다. 특히, 대안사업체계를 기본적으로 하는 주체적인 사회주의 경제관리체계의 우월성을 높이 발양시켜야 한다고 설명하고 있다. 김정일은 『마르크스-레닌주의와 주체사상의 기치를 높이 들고 나아가자』에서 대안사업체계에 대해 “사회주의제도의 본성에 가장 알맞는 가장 우월한 경제관리체계이다. 대안사업체계는 당 위원회의 집체적 지도 밑에 군중노선을 철저히 관철하며 경제를 과학적으로, 합리적으로 관리운영하는 주체의 경제관리형태이다.”라고 하였다.
대안사업체계는 1961년 12월 9일 김일성이 남포시에 있는 대안 전기공장을 현지지도하여 확립했다는 것으로서, 사회주의체제의 고유한 난점을 미봉적으로 해결하고자 하여 마련한 것이다. 그 골자는 다음과 같다.
1. 이전의 지배인 단독책임제에서 공장 당 위원회에 의한 소위 집체적 지도제로 전환시킨 것이다. 이것은 당 우위원칙에서 관리간부, 당간부, 기술간부 사이의 대립을 해결하려는 것이며, 공장 당비서가 단독으로 책임을 지는 것이 아니라 공장 당 위원회가 기업관리의 최고결정기관이 된다.
2. 자재를 중앙집중적으로 공급하여 각 직장은 생산에만 전념토록 하고, 종합적·집중적으로 생산지도를 행한다.
3. 주변 협동농장과 연계하여 공장경영위원회가 용역, 일용품 부문에서 노동자의 생활을 보장하는 후방공급체계를 갖춘다.

결과적으로 대안사업체계는 산업 시설 운영에서 당의 주도성을 확립한 위에 공장과 노동자의 일체감, 노동자의 전 생활과정을 긴밀히 결합한 형태로 체계화하려고 시도한 점에서 특징이 있다고 볼 수 있다.

### 3대혁명소조운동
김정일은 ‘사회주의사회의 과도기적 성격’을 극복하고 공산주의사회를 건설하자면, 사상, 문화, 기술의 낙후성을 청산하기 위한 혁명을 계속하여야 한다는 논리로부터 3대혁명소조운동을 내세웠다.

#### 사상혁명
사상혁명은 조선 현실에 맞는 독자적인 마르크스-레닌주의 이론을 구축하고, 이 혁명노선에 따라 광범위한 인민대중을 지도하고, 지속적으로 사상교육을 실시하여 전인민을 혁명화해야 한다는 이론이다. 이러한 기조는 앞서 설명한 바와 같이 소련공산당과 중국공산당의 수정주의화와 양대 분쟁이라는 당대 조선민주주의인민공화국의 특수한 현실에서 비롯된 것이다.
김일성과 김정일은 사상혁명에 따라 노동계급과 농촌의 농민계급에 대한 지속적인 사상교육사업을 진행했으며, 학교 교육에도 별도의 사상교육시간을 새로이 구성하여 학생들을 혁명화하였다.

#### 문화혁명
김정일은 공산주의 인간에 맞는 품성을 개발하기 위해 단순 경제주의 투쟁이 아닌 문화의 투쟁을 적극적으로 감행해야 한다고 하였다. 그것은 사회주의제도에 걸맞는 인성 배양과 공산주의 인간으로 나아가는 데에 도움이 되는 예술(문학·영화·음악 등등) 확립에 있다. 실제 1980년대 조선민주주의인민공화국의 문화예술계에서는 김일성의 항일유격대에 관련된 수많은 영상물이 제작되었으며, 당대의 투쟁과 1980년대 주체사상의 혁명정신을 예술적으로 서로 연결시키려는 거대한 흐름이 있었다.
동시에 외부에서 유입되는 자본주의 문화에 대한 검열은 한층 더 강화되었다. 김정일은, 인간을 비천하게 만들고 욕구중심적인 사고를 하게 하여 결국 전인민의 반동화를 이루려는 것이 자본주의 문화예술의 본질이라고 하였는데, 그 정확한 내용은 다음과 같다.
미국과 그 추종 나라의 문화예술계를 관찰했을 때 공통적으로 드러나는 것은, 인간에 대한 불신, 그리고 인간이 가진 제일 저열한 감성을 자극한다는 것이다. 이러한 예술행위는 그 나라의 노동계급에게 심대한 의식적 타격을 주며, 종국에는 계급의식이 존재할 수 없게 되는 역사의 불구자로 만드는 철저한 반동 행위이다. 이것은 공산주의로의 이행기에서 인간이 가져야 할 동지애, 애국심, 혁명관과는 정반대의 것이라고 할 수 있다. 당은 문화예술계에서 온갖 퇴폐향락주의를 물리치고, 그 결과로 건강한 공산주의문화예술이 자라날 수 있는 토양을 만들어야 한다.
 — 김정일, 『영화예술론』에서
따라서 문화혁명의 노선에 따라 자본주의 유입물은 더욱더 엄격히 통제되었다고 볼 수 있다.

#### 기술혁명
기술혁명도 또한 사상혁명에서와 마찬가지로 당시 소련과 중화인민공화국 모두에게 경제적 지원을 받기 곤란한 특수한 환경에서 나온 산물이다. 주체사상 영도 방법에서 기술혁명이란, 모든 기술에 대해 대국에 의존하지 않고 자국 인민대중의 창조력과 지적 활동에 기반하여 기술발전을 꾀하는 것을 의미한다.

## 비판
주체사상의 철학적 원리의 기본은 “사람이 모든 것의 주인이며 모든 것을 결정한다.”고 말한다. 하지만 수령론으로 인해 주체사상은 주체성을 잃고 일인독재체제의 도구화된 철학으로 변질되었다고 평가받는다.

남한에 주체사상을 전파했던 김영환은 다음과 같이 비판했다. 
“수령이 문화대혁명과 같은 오류를 범하려고 하면 어떻게 하겠느냐?”라는 질문을 반복했지만 그들은(조선로동당 간부들) 전혀 엉뚱한 대답만 늘어놓고 답을 하지 못했다. 세상에서 주체사상을 연구할 자유가 없는 곳은 바로 조선민주주의인민공화국이란 사실을 분명히 알 수 있었다.

대외적으로 비동맹권 국가에게는 공산주의 세계혁명론이라는 비판이 있다. 주체사상의 ‘인간중심 세계관’은 인간이 자기 운명의 주인이며 개척자라고 주장하는데, 이는 카를 마르크스가 객관적인 사회적 존재가 인간의 의식을 결정한다는 전제하에서 이론을 전개한 것과 차이가 있다. 또한 이 ‘인간중심’의 세계관은 노동대중 중심주의로, 레닌주의적인 노동계급의 선도자로서의 당의 역할로, 그리고 당의 유일한 리더로서 김일성, 김정일의 개인 독재를 합리화시키기에 이르며, 1967년 조선로동당 당중앙위원회 4기 16차 전원회의 이후 개인숭배 운동으로 이어지는 사상적 근거가 되었다.
또한 주체사상은 주한미군이 아직까지 주둔하고 있다는 이유로 휴전선 남부가 미국의 점령하에 있는 미수복지역으로 남았기에 조선 혁명은 아직 진행 중이라 주장하고 있으며, 이는 대한민국과의 군사적 충돌의 원인이 되고 있다.
조선민주주의인민공화국은 국방에서 자위를 강조하지만, 지나치게 군사력에 집중하고 혁명노선을 견지함으로써 남북한 군사경쟁을 가속화하여 인민과 국가에 큰 부담을 안겼으며, 결국 자원의 비효율적 분배로 인해 국가의 생산성을 약화시켜 세계 경쟁체제에서 뒤처지는 국가로 전락했다. 또 오늘날 조선민주주의인민공화국이 선군정치를 강조함으로써 자원과 권력의 군부집중을 가속화하는 사태는 군국주의를 발전시킬 우려를 심화시키고 있다.
주체사상은 또한 경제의 자립을 강조한다. 국내에서 산출할 수 없는 석유나 희토류 같은 자원이 있다는 것만으로도 이는 불가능하다는 것이 대개의 의견이다.
주체사상의 종교적 요소는 수령관에서 분명히 나타나고 있다. 조선민주주의인민공화국 철학 사전은 수령을 ‘혁명과 건설에서 절대적 지위를 차지하고 결정적 역할을 수행하는 당과 혁명의 월등한 영도자’라고 정의하고 있다. 여기서 수령을 ‘절대적’이라고 함으로써 신앙적 성격을 드러내고 있다. 조선민주주의인민공화국의 정치를 신앙적으로 보는 것과 관련하여 조선민주주의인민공화국의 정치는 아직 세속화되지 않은 신앙화 체제로 이해해야 한다는 견해도 있다. 또한 조선민주주의인민공화국의 정치 문화를 이해하는 데 전통 사회 지배 계층의 이데올로기인 유교뿐 아니라 인민의 정신세계에 지배적 영향을 미친 무속 신앙을 이해하는 것이 중요하다는 견해도 있다. 조선민주주의인민공화국의 정치 문화는 폐쇄 체제 이전으로부터 잔류한 무속 신앙, 유, 불, 선의 전통 종교, 기독교 등의 영향을 반영하며 통치계층은 이러한 종교적 정서를 의도적으로 권력구축에 활용하였다고 보기도 한다.
- 김일성, 1955년 12월 28일 〈사상사업에서 교조주의와 형식주의를 퇴치하고 주체를 확립할 데 대하여〉
- 김일성, 1960년 2월 18일 〈새 환경에 맞게 군당단체의 사업방법을 개선할데 대하여〉
- 김일성, 1963년 2월 8일 〈우리의 인민군대는 로동계급의 군대, 혁명의 군대이다. 계급적정치교양사업을 계속 강화하여야 한다〉
- 김일성, 1963년 10월 5일 〈우리 인민군대를 혁명군대로 만들며 국방에서 자위의 방침을 관철하자〉

## 같이 보기
- 강성대국
- 고난의 행군
- 마르크스-레닌주의
- 마오쩌둥 사상
- 선군정치
- 주체사상파
- 천리마 운동
- 주체성
- 황장엽